# Chapelle de Soukka
La chapelle de Soukka (finnois : Soukan kappeli) est une chapelle située dans le quartier de Soukka à Espoo en Finlande.

## Description
La chapelle de Soukka a été conçue par l'architecte Veijo Martikainen et sa construction s'est achevée en 1978.
Le bâtiment, revêtu de briques rouges, est situé sur un terrain rocheux entre un sentier et une rue, en face de l'école de Soukka.
L'ensemble architectural comprend la chapelle, le clocher, des salles paroissiales de différentes tailles et d'autres bureaux.
Les bâtiments ont été rénovés en 2003.
La chapelle peut accueillir 150 personnes.
Les murs intérieurs de la chapelle sont blancs et maçonnés de manière que les jointures forment des lignes verticales et horizontales uniformes.
Une grande partie de la partie inférieure du mur de l'autel est constituée de roche nue.
L'orgue construit par le facteur d'orgues Veikko Virtanen, a été achevé en 2006 et est placé au fond de la nef.
L'arbre de baptême des fonts baptismaux de la chapelle a été conçu par la céramiste Katriina Vilkman de la paroisse d'Espoonlahti.
L'arbre baptismal a trois troncs, ce qui symbolise la trinité.
Son feuillage est en métal.
L'arbre a été réalisé par le maître forgeron Jouko Nieminen de Vantaa.
transit lines have routes that pass near Soukan Kappeli
Les bus 143, 542 et 543 passent à proximité de la chapelle.